# Petra Santy
Petra Santy (Kortrijk, 8 november 1982) is een Belgisch voormalig kajakster.

## Levensloop
Santy begon op 7-jarige leeftijd met kajakken. Haar eerste grote succes behaalde ze in 2001 op de internationale kajak-regatta te Szeged, alwaar ze derde werd in de K1 - 1000 meter. In 2004 vertegenwoordigde ze België op de Olympische Zomerspelen. Aldaar bereikte ze de halve finales van de K1 500 meter. Ze finishte op 1:54.534, goed voor een vierde plaats. Eveneens dat jaar behaalde ze zilver op de Europese kampioenschappen te Poznań in dit onderdeel.
Tevens behaalde ze driemaal een ereplaats op de wereldkampioenschappen, met name in 2003 (8e), 2005 (9e) en 2006 (9e). Op het EK van 2008 te Milaan werd ze negende. Hoewel ze de Olympische limiet behaalde, voldeed ze niet aan de BOIC-voorwaarde om binnen de top 6 te eindigen. In september van dat kondigde ze haar afscheid van de topsport aan.
Santy was aangesloten bij Koninklijke Sobeka Kajakclub Zwevegem (KSKZ) te Zwevegem. Ze behaalde een bachelor lichamelijke opvoeding aan de Katholieke Hogeschool Zuid-West-Vlaanderen. Van beroep is ze verantwoordelijke voor de sportcentra van Lago te Zwevegem.